# Muranów
Muranów là một khu phố bao gồm chủ yếu là các khu nhà ở tại các quận Śródmieście và Wola ở Warsaw. Nó được thành lập vào thế kỷ 17. Tên này bắt nguồn từ cung điện thuộc sở hữu của Józef Bellotti, một kiến trúc sư người Venice trên đảo Murano.
Trong thời kỳ giữa 2 cuộc chiến tranh, khu vực này chủ yếu là người Do Thái sinh sống. Bởi vì điều này, Warsaw Ghetto đã được thành lập ở đó vào năm 1940 bởi những người Đức chiếm đóng. Sau cuộc nổi dậy năm 1943 do Mordechaj Anielewicz chỉ huy, quận đã bị phá hủy hoàn toàn. Chỉ có vài tòa nhà thưa thớt còn sống sót sau chiến tranh. Quận được xây dựng lại sau chiến tranh.

## Muranów ngày nay

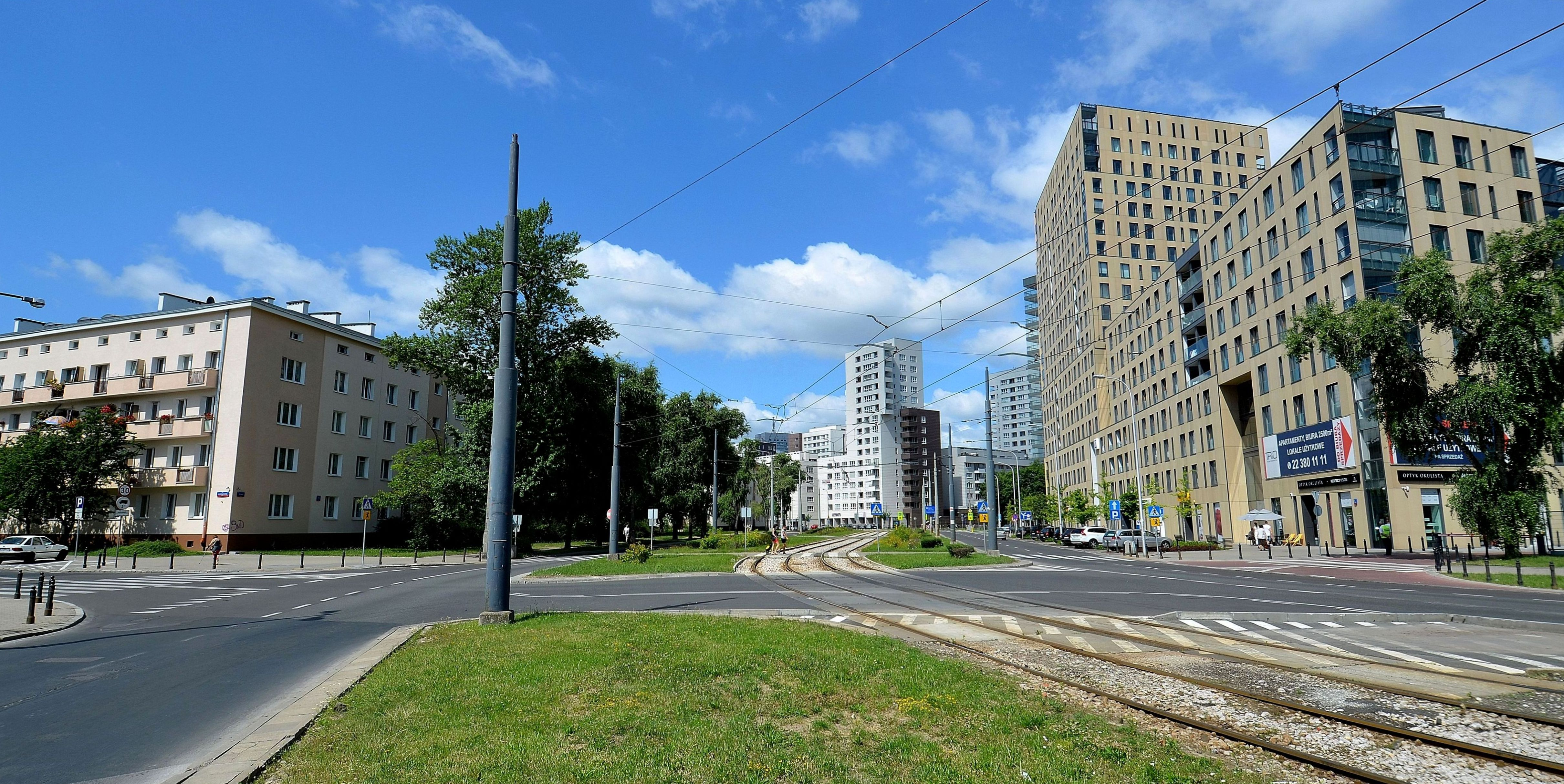
Phố Stawki, nhìn về phía tây

Modern Muranow là một quận độc đáo, không chỉ theo quan điểm của Ba Lan, vì đây là khu nhà ở duy nhất trên thế giới - cố ý - nằm trên đống đổ nát của Warsaw Ghetto và được xây dựng phần lớn từ đống đổ nát được tân trang này. Đây là thiết kế đô thị duy nhất có quy mô như vậy ở thủ đô Ba Lan từ những năm 1950, mà các kiến trúc sư, chủ yếu lấy cảm hứng từ chủ nghĩa hiện đại trước chiến tranh, cũng lấy rất nhiều từ chủ nghĩa hiện thực xã hội chủ nghĩa của thời kỳ tái thiết sau chiến tranh, dựa trên học thuyết được thi hành bởi chính quyền cộng sản thân Liên Xô.
Vào tháng 4 năm 2013, Bảo tàng Lịch sử của người Do Thái Ba Lan đã được khai trương tại địa chỉ số 6 đường Anielewicza.